# Tufão Parma
O tufão Parma (designação internacional: 0917; designação do JTWC: 19W; designação filipina: tufão Pepeng) foi um intenso ciclone tropical que afetou o norte das Filipinas por mais de uma semana e também afetou o sul da China e o norte do Vietnã no final de setembro e na primeira quinzena de outubro de 2009. Sendo o vigésimo quinto ciclone tropical, a décima sétima tempestade dotada de nome e o nono tufão da temporada de tufões no Pacífico de 2009, Parma formou-se de uma área de perturbações meteorológicas a algumas centenas de quilômetros de Guam em 28 de setembro . Com condições meteorológicas favoráveis ao seu desenvolvimento, Parma tornou-se uma tempestade tropical no dia seguinte, e uma tempestade tropical severa mais tarde naquele dia, assim que seguia vigorosamente para oeste-noroeste. A partir de então, Parma começou a sofrer rápida intensificação e se tornou um tufão em 30 de setembro, e atingiu seu pico de intensidade como um intenso tufão em 1 de outubro, com ventos máximos sustentados de 195 km/h (10 minutos sustentados), segundo a Agência Meteorológica do Japão (AMJ), ou 240 km/h (1 minuto sustentado), segundo o Joint Typhoon Warning Center (JTWC).
Logo em seguida, Parma começou a se enfraquecer gradualmente assim que começou a se interagir com o tufão Melor ao seu nordeste, e atingiu a costa do extremo nordeste de Luzon, norte das Filipinas, com ventos de até 130 km/h, em 3 de outubro. Seguindo para o estreito de Luzon, Parma se enfraqueceu para uma tempestade tropical severa ainda naquela noite (UTC) e ficou praticamente estacionário na região. Em 6 de outubro, Parma se enfraqueceu para uma tempestade tropical simples, segundo a AMJ, ou para uma depressão tropical, segundo o JTWC, assim que o ciclone retornou para Luzon. Após quase uma semana na região, Parma voltou a seguir para oeste e ganhou o mar da China Meridional, onde voltou a ser uma tempestade tropical, segundo o JTWC. Em 12 de outubro, Parma atingiu a ilha de Hainan, sul da China, com ventos de até 65 km/h, e ganhou o golfo de Tonkin logo depois. Continuando a seguir para oeste-noroeste, Parma atingiu a costa do norte do Vietnã em 14 de outubro, onde se dissipou completamente, após 17 dias de atividade.
Nas Filipinas, Parma piorou as condições deixadas pelo tufão Ketsana que havia passado pela região dias antes. Parma provocou chuvas fortíssimas sobre uma região já castigadas pelas fortíssimas chuvas de Ketsana, e o solo já saturado não mais suportou tamanha quantidade de água. Com isso, as já existentes enchentes foram pioradas, e houve gravíssimos deslizamentos de terra. No total, mais 379 pessoas morreram nas Filipinas, totalizando mais de 700 mortes contando os eventos de Ketsana e Parma juntos.

## História meteorológica

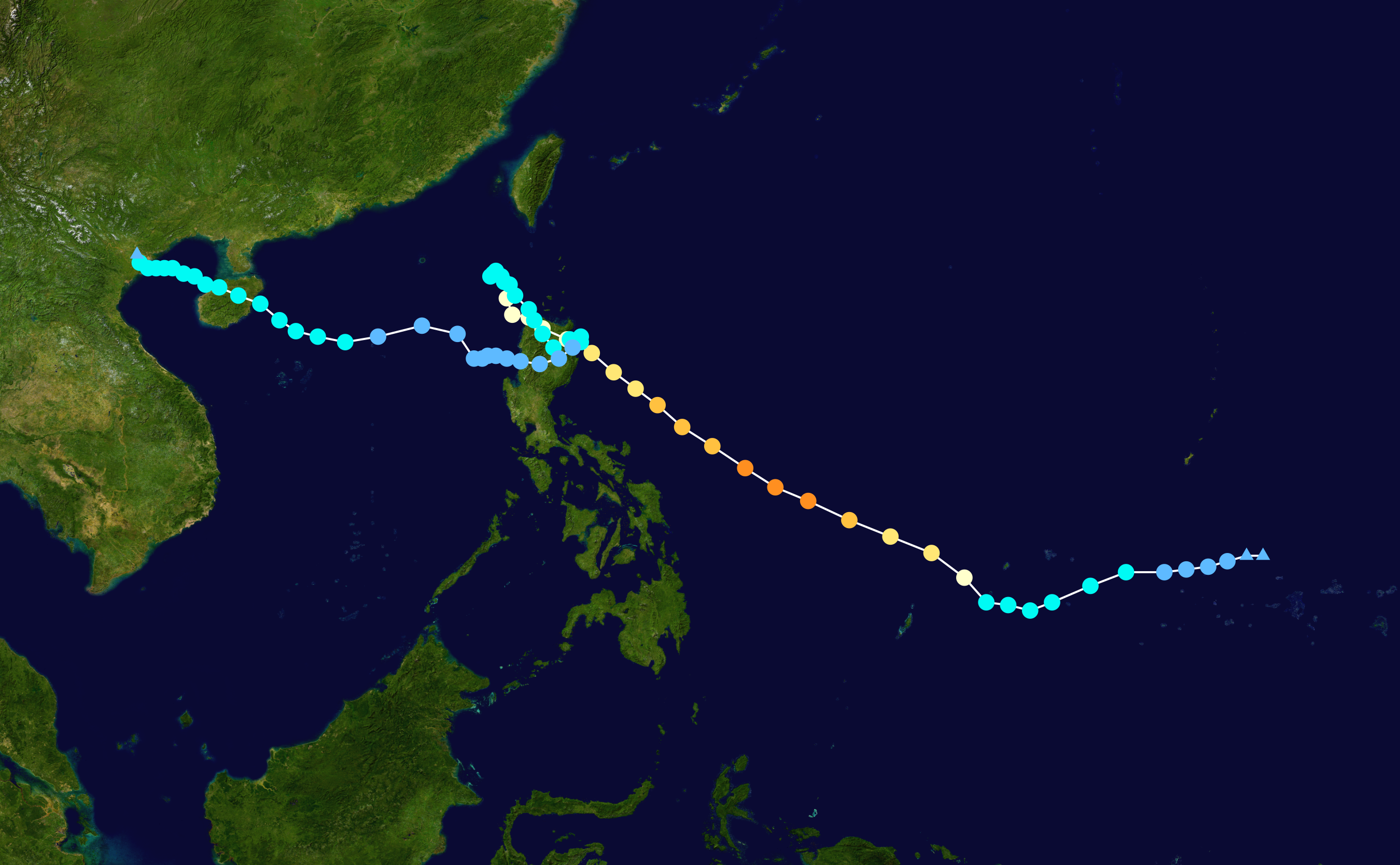
O caminho de Parma

O tufão Parma formou-se de uma área de perturbações meteorológicas que persistia a cerca de 450 km a sudeste de Guam, começou a mostrar sinais de organização em 27 de setembro. Inicialmente, o sistema era composto de áreas fragmentadas de convecção profunda associadas a um centro ciclônico de baixos níveis amplo e mal definido, mas que estava em processo de consolidação. Além disso, a perturbação estava situada numa área com condições meteorológicas favoráveis, com baixo cisalhamento do vento e bons fluxos de saída de altos níveis, auxiliados pela presença de um cavado tropical de alta troposfera ao seu norte, que proporcionava a formação de novas áreas de convecção. A perturbação começou a se organizar gradualmente assim que novas áreas de convecção eram formadas, e a Agência Meteorológica do Japão (AMJ), agência designada pela Organização Meteorológica Mundial (OMM) para a monitoração de ciclones tropicais no oceano Pacífico Noroeste, classificou o sistema para uma depressão fraca no início daquela tarde (UTC). Mais tarde, naquela noite (UTC), o Joint Typhoon Warning Center (JTWC), órgão da Marinha dos Estados Unidos responsável pela monitoração de ciclones tropicais, classificou a perturbação para uma depressão tropical sem a emissão de um Alerta de Formação de Ciclone Tropical, hábito usual para a indicação de um ciclone tropical significativo. O JTWC atribuiu à depressão a designação "19W".
Seguindo inicialmente para oeste devido à presença de uma alta subtropical ao seu norte, a depressão estava bem consolidada naquele momento, e estava continuando a se intensificar, já que estava situada numa região com condições meteorológicas favoráveis e apresentava bons fluxos de saída de altos níveis. No início da madrugada (UTC) de 28 de setembro, a AMJ também classificou o sistema para uma depressão tropical plena. A depressão continuou a se intensificar lentamente, e se tornou uma tempestade tropical naquela tarde, segundo o JTWC, mesmo sob cisalhamento do vento, que havia aumentado devido à proximidade do sistema com a depressão tropical 18W. No início da madrugada de 29 de setembro, a AMJ também classificou o sistema para uma tempestade tropical, atribuindo-lhe o nome "Parma", nome que foi submetido à lista de nomes de tufões por Macau, e refere-se a uma comida típica de Macau, composta de presunto, frango e cogumelos. A partir de então, Parma começou a seguir para oeste-sudoeste assim que começou a se interagir com a depressão tropical 18W. Essa interação é chamada de efeito Fujiwara, e pode ter como consequência apenas a alteração da trajetória dos ciclones, absorção do mais fraco na circulação ciclônica do mais intenso, ou mesmo a destruição do mais fraco em favorecimento ao mais intenso. naquele momento, uma banda de tempestade de Parma estava ligada diretamente à depressão tropical 18W. A partir de então, Parma começou a se intensificar mais rapidamente assim que seus fluxos de saída ficaram bem estabelecidos. Naquela noite (UTC), Parma começou a formar um olho no centro de suas áreas de convecção. Ao mesmo tempo, o movimento de Parma ficou mais lento e errático assim que a tempestade continuava a interagir com a tempestade tropical 18W ao seu leste-nordeste. Parma continuou a se intensificar, e se tornou um tufão, segundo o JTWC, na madrugada (UTC) de 30 de setembro, assim que seu olho começou a ficar mais bem estabelecido.

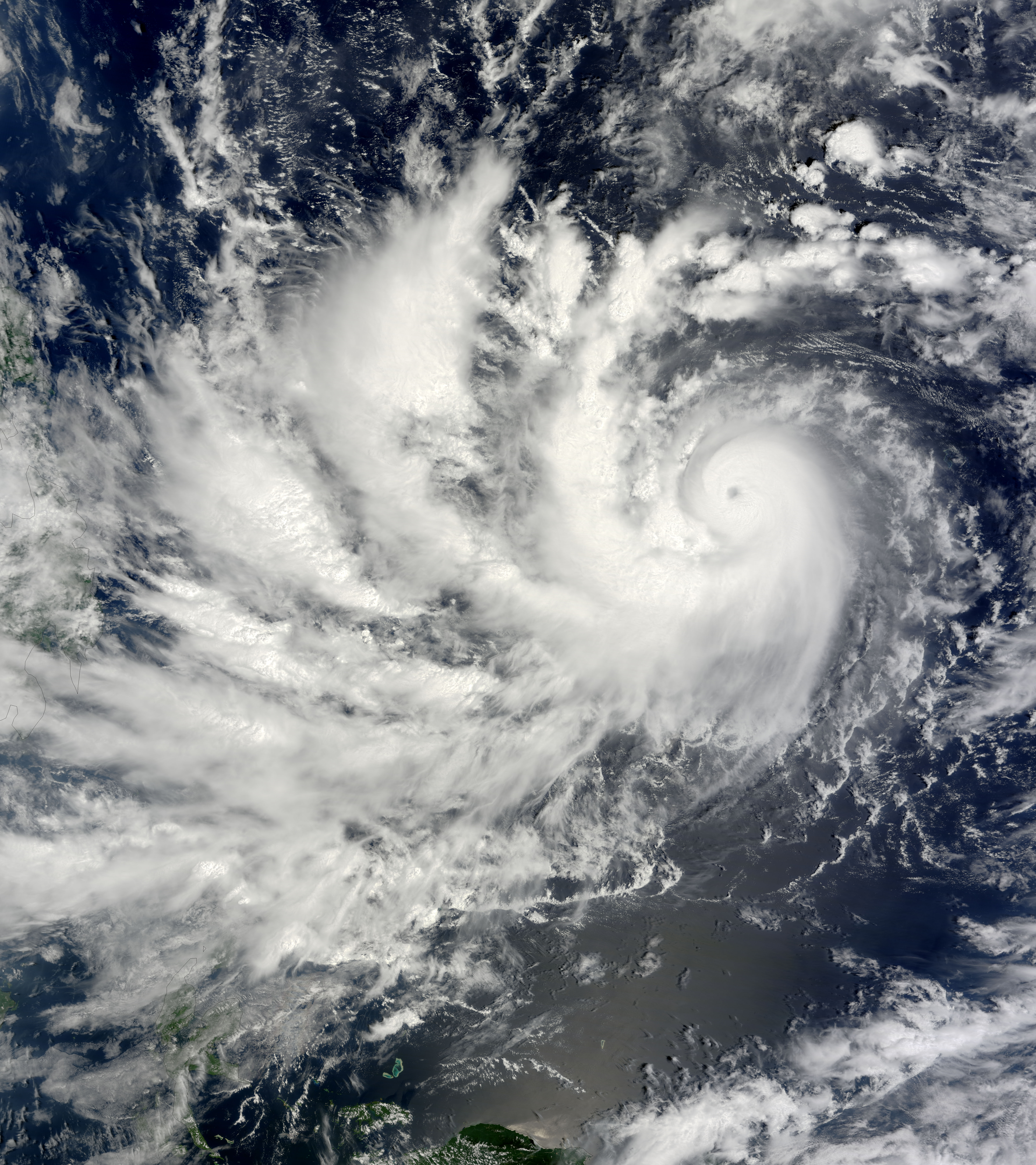
O tufão Parma perto de seu pico de intensidade, em 30 de setembro

Sendo mais conservativa, a AMJ classificou Parma para uma tempestade tropical severa praticamente ao mesmo tempo, e para um tufão poucas horas depois. A partir de então, Parma começou a exibir um olho bem definido assim que continuava a se intensificar. Naquele momento, o tufão apresentava limitado raio de ventos máximos, revelando sua natureza compacta. A partir de então, Parma começou a sofrer rápida intensificação devido às excelentes condições meteorológicas; os ventos máximos sustentados de Parma aumentaram 55 km/h em seis horas, e seus ventos alcançaram 185 km/h (1 minuto sustentado) naquela noite. Parma atingiu seu pico de intensidade na madrugada (UTC) de 1 de outubro, quando se tornou um super tufão segundo o JTWC, com ventos máximos sustentados alcançaram 240 km/h (1 minuto sustentado), ou 195 km/h, segundo a AMJ. Naquele momento, o olho de Parma se contraiu, e Parma apresentava um olho "buraco de agulha", segundo os meteorologistas.
Parma manteve seu pico de intensidade por algumas horas antes de sua circulação ciclônica de baixos níveis começar a interagir com o relevo montanhoso das Filipinas. Com isso, Parma começou a se enfraquecer e deixou de ser um super tufão, segundo o JTWC, ainda naquela noite (UTC). Seguindo para noroeste, o raio de ventos máximos de Parma começou a encolher assim que parte de sua circulação ciclônica se interagia com a ilha de Luzon, norte das Filipinas. A diminuição do raio de ventos máximos permitiu ao tufão a manter sua intensidade por um período mais prolongado. No entanto, a interação com terra começou a enfraquecer o tufão rapidamente a partir daquela noite. Parma fez landfall no extremo nordeste de Luzon com ventos de até 150 km/h na manhã de 3 de outubro. Já sobre o estreito de Luzon, Parma manteve-se como um tufão mínimo ao largo da costa norte de Luzon. No entanto, na tarde de 4 de outubro, Parma começou a se enfraquecer assim que um cavado de onda curta começou a afetar diretamente o ciclone, deteriorando significativamente Parma assim que o cisalhamento do vento associado ao cavado começou a impactar o sistema. Com isso, a AMJ desclassificou Parma para uma tempestade tropical severa na noite (UTC) de 3 de outubro, O JTWC também desclassificou Parma para uma tempestade tropical horas depois. A partir da noite de 5 de outubro, Parma começou a seguir para sudeste, trajetória incomum para ciclones tropicais daquela região, e estava retornando para a costa de Luzon. Parma começou a seguir para sudeste assim que começou a se interagir com o tufão Melor, interação que é denominada efeito Fujiwara, quando dois ciclones tropicais estão suficientemente próximos para alterar a trajetória de ambos.

A tempestade tropical severa Parma sobre o estreito de Luzon (à esquerda) e o tufão Melor a nordeste das Filipinas (à direita)

Parma fez um novo landfall durante a tarde de 6 de outubro, na costa norte da ilha de Luzon, Filipinas, com ventos de até 100 km/h, e começou a se enfraquecer mais rapidamente assim que sua circulação ciclônica de baixos níveis voltou a se interagir com o relevo montanhoso da região. Logo em seguida, a AMJ desclassificou Parma para uma tempestade tropical simples. Sobre terra, Parma perdeu a maior parte de suas áreas de convecção profunda, e se enfraquecendo consequentemente. Com isso, o JTWC desclassificou Parma para uma depressão tropical no início da madrugada (UTC) de 8 de outubro. A partir daquela manhã, Parma começou a seguir para oeste-sudoeste assim que uma nova alta subtropical começou a se formar ao norte da depressão. Horas mais tarde, Parma deixou a ilha de Luzon para seguir sobre o mar da China Meridional, e novas áreas de convecção profunda começaram a se formar assim que a circulação ciclônica começou a ganhar águas abertas. Na manhã (UTC) de 9 de outubro, Parma já exibia intensidade suficiente para ser classificado novamente para uma tempestade tropical, segundo o JTWC, assim mais novas áreas de convecção se formavam em associação ao ciclone. Contudo, mesmo sob águas oceânicas quentes, Parma não foi capaz de se intensificar rapidamente devido ao moderado cisalhamento do vento e a falta de fluxos de saída de altos níveis.

Parma como uma fraca depressão tropical sobre Luzon, norte das Filipinas (canto esquerdo inferior da imagem) e Melor como um tufão, dirigindo-se para o Japão em 6 de outubro

O cisalhamento do vento ficou mais intenso naquela noite, e provocou um novo enfraquecimento de Parma assim que o ciclone perdeu parte de suas áreas de convecção profunda, e Parma deixou novamente de ser uma tempestade tropical. Na madrugada de 10 de outubro, o cisalhamento do vento removeu todas as suas áreas de convecção profunda, deixando a depressão exposta, livre de nuvens. Além disso, a intrusão de uma massa de ar mais seco e frio também começou a afetar negativamente o sistema. Parma voltou a se organizar naquela noite assim que o cisalhamento do vento diminuiu e a intrusão de ar mais seco e frio cessou, permitindo a formação de novas áreas de convecção enquanto o sistema seguia rapidamente para oeste-noroeste sobre o mar da China Meridional, e o ciclone voltou a ser uma tempestade tropical, segundo o JTWC, na manhã de 11 de outubro. Parma começou a perder novamente organização assim que sua circulação ciclônica de baixos níveis começou a se interagir com a ilha Hainan, sul da China, naquela noite. A tempestade fez seu terceiro landfall na costa nordeste da ilha, com ventos de até 75 km/h, na madrugada de 12 de outubro. Mantendo-se relativamente organizado sobre Hainan, Parma manteve-se como uma tempestade tropical mínima assim que seguiu para o golfo de Tonkin naquela noite.
Sobre o golfo de Tonkin, Parma se intensificou rapidamente, sendo uma tempestade tropical compacta. As novas áreas de convecção formadas sobre o golfo envolveram o centro ciclônico de baixos níveis, formando uma parede do olho e um olho parcial. Porém, Parma começou a se enfraquecer novamente assim que começou a interagir com o relevo montanhoso do Vietnã e começou a perder suas áreas de convecção associadas. Com isso, a AMJ desclassificou Parma para uma depressão e emitiu seu aviso final sobre o sistema. Parma fez seu quarto e último landfall mais tarde naquele dia, ao sul de Hanói, Vietnã, com ventos de até 65 km/h. Sobre terra, Parma perdeu todas as suas áreas de convecção profunda associadas e o JTWC também emitiu seu aviso final sobre o sistema.

## Preparativos
Em 28 de setembro, o escritório do Serviço Nacional de Meteorologia dos Estados Unidos em Guam, usando dados do Joint Typhoon Warning Center (JTWC), pôs  as ilhas de Ulithi, Faraulep e Fais sob aviso de tempestade tropical e declarou alerta de tempestade tropical para Yap e Ngulu assim que o sistema seguia para Yap. Mais tarde naquele dia, o alerta foi substituído por aviso de tempestade tropical para Yap e Ngulu assim que o sistema seguia a noroeste de Faraulep. Estes avisos permanecerem em vigor até o dia seguinte, quando os avisos para Faraulep e Fais e Ulithi. Mais tarde, alertas de tempestade tropical foram emitidos para Palau e Kayangel antes de todos os avisos e alertas serem cancelados em 30 de setembro.
Pelo menos 62.000 pessoas tiveram que deixar suas residências na capital filipina, Manila, como forma de prevenção aos efeitos de Parma. Manila já havia sido seriamente afetada pela passagem de Ketsana, que alagou mais de 80% da cidade. O governo de Taiwan decidiu retirar mais de 6.000 pessoas de suas residências nos condados de Pingtung e Kaohsiung em 5 de outubro, assim que as primeiras previsões de trajetória de Parma indicam que o tufão atingiria a ilha taiwanesa. O governo de Taiwan realizou as evacuações como prevenção à possíveis impactos de Parma na ilha, que poderiam ser semelhantes aos impactos do tufão Morakot no mês anterior, que deixou mais de 600 mortos. No Vietnã, dezenas de milhar de pessoas foram retiradas de suas residências como medida preventiva para a chegada de Parma no norte do país.

## Impactos

### Filipinas
Parma atingiu as Filipinas no início da madrugada (UTC) de 3 de outubro, afetando as mesmas áreas já devastadas pelo tufão Ketsana uma semana antes. As chuvas que precederam a chegada de Parma já haviam bloqueado rodovias e causado deslizamentos de terra ainda naquele dia. O fornecimento de eletricidade foi interrompido para várias províncias na ilha setentrional de Luzon assim que Parma afetava a região com ventos de mais de 150 km/h. O tufão atingiu seriamente as plantações de arroz das províncias de Cagayan, Ilocos Norte e Ilocos Sur, que detém mais de 17% dos arrozais do país.
Como Parma permaneceu praticamente estacionário sobre o norte das Filipinas por vários dias, as suas chuvas associadas pioraram ainda mais a situação de desastre já causada por Ketsana. As barragens da região tiveram que abrir suas comportas, elevando ainda mais o nível dos rios e piorando as enchentes que já atingiam estas regiões, principalmente na província de Pangasinan, onde mais de 60% das comunidades estavam alagadas. Com o solo extremamente encharcado, severos deslizamentos de terra foram relatados nas regiões montanhosas, matando várias dezenas de pessoas.
Ao todo, mais de 13,8 milhões de pessoas foram afetadas por Parma nas Filipinas. Os prejuízos econômicos totais foram de aproximadamente 108 milhões de dólares. As enchentes e severos deslizamentos de terra e avalanches de lama destruíram mais de 26.000 residências, deixando mais de 360.000 desabrigados, e mais de 100.000 desabrigados. Pelo menos 438 pessoas morreram diretamente dos efeitos de Parma nas Filipinas, que deixaram também 185 feridos e 52 desaparecidos.

### China
Parma atingiu a ilha de Hainan, sul da China como uma tempestade tropical moderada. Em 12 de outubro, os primeiros relatos de impactos de Parma na ilha foram revelados, com o afundamento de um barco de pesca ao largo da costa da cidade de Wanning devido ao mar agitado.
Em Hainan, pelo menos 1,6 milhões de pessoas foram afetadas por Parma. As chuvas torrenciais associadas destruíram mais de 45.000 hectares de plantações e deixaram mais de 36.000 pessoas desalojadas, com 230 desabrigadas. Os prejuízos econômicos totais chegaram a 34,7 milhões de dólares. Os efeitos de Parma na ilha do sul da China causaram pelo menos 3 fatalidades.

### Vietnã
Parma também causou grandes impactos no Vietnã, principalmente na região norte do país. A ilha de Bach Long Vi foi grandemente afetada. Pelo menos 80% das construções da ilha foram danificadas ou destruídas. As comunicações para a ilha foram interrompidas.
Parma provocou fortes chuvas no norte do país. A precipitação  acumulada máxima foi registrada na cidade de Cô Tô, 285 mm. As chuvas destruíram pelo menos 310 hectares de plantações no país, e deixaram mais de 37.000 pessoas desabrigadas. O mar revolto ao largo da costa do norte do Vietnã causou o naufrágio de pelo menos 64 embarcações de pesca. Ao todo, Parma causou uma fatalidade e um ferido, deixando outras doze desaparecidas.

## Consequências
A Cruz Vermelha Britânica recebeu mais de 250.000 libras esterlinas em doações assim que Parma se aproximava das Filipinas. As doações foram usadas para os esforços de ajuda e resgate nas províncias do nordeste do arquipélago filipino. Em 5 de outubro, a United States Agency for International Development (USAID) aumentou a sua doação para o governo filipino para 1,8 milhões de dólares americanos assim que Parma piorou o desastre já provocado por Ketsana. No dia seguinte, as Nações Unidas declarou que iria levantar mais de 74 milhões de dólares para os esforços de ajuda e de reconstrução nas Filipinas, mitigando a situação causada pela passagem de Ketsana e Parma.
O governo dos Estados Unidos fez uma doação adicional de mais de 2 milhões de dólares para ajudar dos esforços de resgate e de mitigação do desastre. As Forças Armadas dos Estados Unidos, que já estavam auxiliando os esforços de resgate depois da passagem de Ketsana, aumentou a sua atuação nas províncias setentrionais do país após a passagem de Parma. Em 10 de outubro, o estado de calamidade pública que vigorava em todo o país depois da passagem de Ketsana na semana anterior, foi suspenso para as regiões de Visayas e Mindanau, que não sofreram com os impactos de Parma e Ketsana. Naquele mesmo dia, helicópteros lançaram alimentos para a cidade resort de Baguio, um dos mais importantes centros turísticos das Filipinas. A cidade ficou completamente isolada depois que as rodovias de acesso ficaram totalmente bloqueadas.
Temendo escassez de alimentos, o governo das Filipinas anunciou que iria importar centenas de milhar de toneladas de arroz para compensar as perdas do alimento durante a passagem de Ketsana e Parma. Em 16 de outubro, a Cruz Vermelha Tailandesa anunciou uma segunda doação de 10.000 dólares, seguindo a primeira doação de também de 10.000 dólares feita após a passagem de Ketsana. Em 21 de outubro, o governo da França decidiu doar mais 200.000 euros para as Filipinas além do que já tinha doado para o país após a passagem de Ketsana.